# Колесник, Вадим Леонидович
Вади́м Леони́дович Коле́сник (укр. Вадим Леонідович Колесник; род. 12 марта 1967, Чуднов, Житомирская область) — украинский футболист и футбольный тренер. Выступал на позиции полузащитника.

## Карьера игрока

### Ранняя карьера
Семья Колесников жила в Чуднове рядом со школой, на поле которой Вадим под присмотром отца и делал первые шаги в футболе. Колесник с детства хотел стать футболистом, поэтому стал посещать местную ДЮСШ. Первым клубом Колесника стал «Электрон Ромны», откуда он перешёл в «Нефтяник-Укрнефть». Дебютировал 19 мая 1987 года в мате с черниговской «Десной». За «Нефтяник» провёл в низших лигах СССР 143 матча и забил 31 гол, в Кубке УССР провёл 10 матчей, забил 7 мячей, став лучшим бомбардиром кубка УССР 1990 года. По итогам сезона 1990 года был включён в список 22-х лучших игроков Украины второй союзной лиги.

### «Металлист» и «Хапоэль»
После провозглашения независимости Украины Колесник стал игроком харьковского «Металлиста». Он принял участие в дебютном матче команды в первом чемпионате Украины против «Динамо Киев». 13 сентября в матче против «Торпедо Запорожье» Колесник оформил хет-трик и принёс своей команде победу со счётом 3:2. В том же сезоне команда вышла в финал кубка Украины благодаря двум голам Колесника на полуфинальной стадии в ворота «Шахтёра». В финале предстояла встреча с «Черноморцем». Одесситы владели игровым преимуществом. Вначале игры Колесник пробил головой по воротам соперника, но мяч разминулся со штангой. В дополнительное время после серии рикошетов гол в ворота «Металлиста» забил Илья Цымбаларь.
После харьковского этапа карьеры Колесник отправился в Израиль, став игроком «Хапоэль Кфар-Сава». Однако футболист получил травму голени, сыграл лишь пять матчей в клубе, после чего вернулся на Украину.

### «Карпаты»
Затем товарищ Колесника по «Металлисту», львовянин Иван Панчишин, порекомендовал футболиста тогдашнему главному тренеру «зелено-белых» Владимиру Журавчаку. Представители львовского клуба Игорь Цюпа и Александр Кулишевич приехали к футболисту и подписали с ним контракт. Фактически, «Карпаты» взяли его без просмотра. После Нового года команда поехала на сборы в Швецию, а Колесник из-за отсутствия визы остался во Львове и тренировался сам.
В зелёно-белой футболке он адаптировался быстро, дебютировал в матче с «Днепром», а уже в следующей игре с «Торпедо» забил гол. Колесник получил мяч на правом фланге, ближе к угловому флажку. Затем развернулся, немного сместился в центр и сильно пробил левой. Мяч попал в дальний левый угол. В матче с «Черноморцем» при счёте 1:2 в пользу «моряков» Колесник забил два гола и принёс своей команде победу. Однако 6 апреля 1996 года «Карпаты» проиграли «Кремню» с разгромным счётом 6:1. Тем не менее благодаря голу Колесника «Карпаты» сумели сыграть вничью в домашнем матче с «Динамо».
Перед следующим сезоном на тренерский мостик «Карпат» пришёл Мирон Маркевич. Авторитет в глазах нового тренера Колесник заработал, когда за три минуты до конца матча с «Прикарпатьем» при счёте 1:0 в пользу соперника оформил дубль. Однако позже в матче против «Шахтёра» Колесник не забил пенальти, за что сразу же был заменён. Тем не менее «Карпаты» одержали победу. В 1998 году «Карпаты» завоевали бронзу чемпионата Украины. В этот период Колесник играл в связке с Андреем Покладком. Последний играл на острие атаки, Вадим, в свою очередь, размещался ниже.

### Поздняя карьера
Следующим этапом карьеры Колесника стал мариупольский «Металлург». Команда боролась за выживание в высшей лиге, с чем благополучно справилась. После недолгого пребывания в макеевском «Шахтёре» Колесник вернулся в родной «Нефтяник», где провёл ещё пять сезонов, периодически играя в арендах за «Электрон» и дубль.

## Тренерская карьера
С сентября 2003 года Колесник работал помощником главного тренера «Нефтяника», Сергея Шевченко. В сезоне 2007/08 был главным тренером дубля «Нефтяник-Укрнефть», с 6 ноября 2011 года исполнял обязанности главного тренера команды. Дебютировал 12 ноября 2011 года в матче против «Львова», Колесник начал карьеру главного тренера с победы со счётом 2:1. В 2013 году стал главным тренером клуба. По окончании сезона 2014\15 написал заявление об отставке.

## Личная жизнь
Колесник имеет высшее образование, окончил факультет физического воспитания Сумского государственного педагогического института им. Макаренко. Женат, супруга Елена, сын Владислав 1994 года рождения.